# Sermone alla cappella Sistina
Il Sermone alla cappella Sistina (El sermón en la capilla Sixtina) è un dipinto a olio del pittore spagnolo Vicente Palmaroli. Fa parte della collezione privata Caja Duero, che si trova a Salamanca.

## Storia
Le origini della pittura vanno ricercate nel secondo soggiorno del pittore in Italia, iniziato nel 1863. Il quadro fu presentato all'esposizione nazionale di belle arti nel 1866, che si tenne a Madrid. L'opera finirà per far parte della collezione privata del re consorte Francesco d'Assisi, che lo aveva commissionato a Palmaroli.
Il quadro fu presentato nella sezione spagnola dell'esposizione universale di Parigi del 1867, guadagnando dapprima una medaglia d'argento e infine una medaglia d'oro. Il quadro colpì molto i suoi contemporanei e l'imperatrice Eugenia provò ad acquistarlo pur essendo una commissione del re Francesco.
Venne definito da Martínez Plaza come "il miglior quadro spagnolo del diciannovesimo secolo dedicato ai temi delle celebrazioni religiose".

## Descrizione

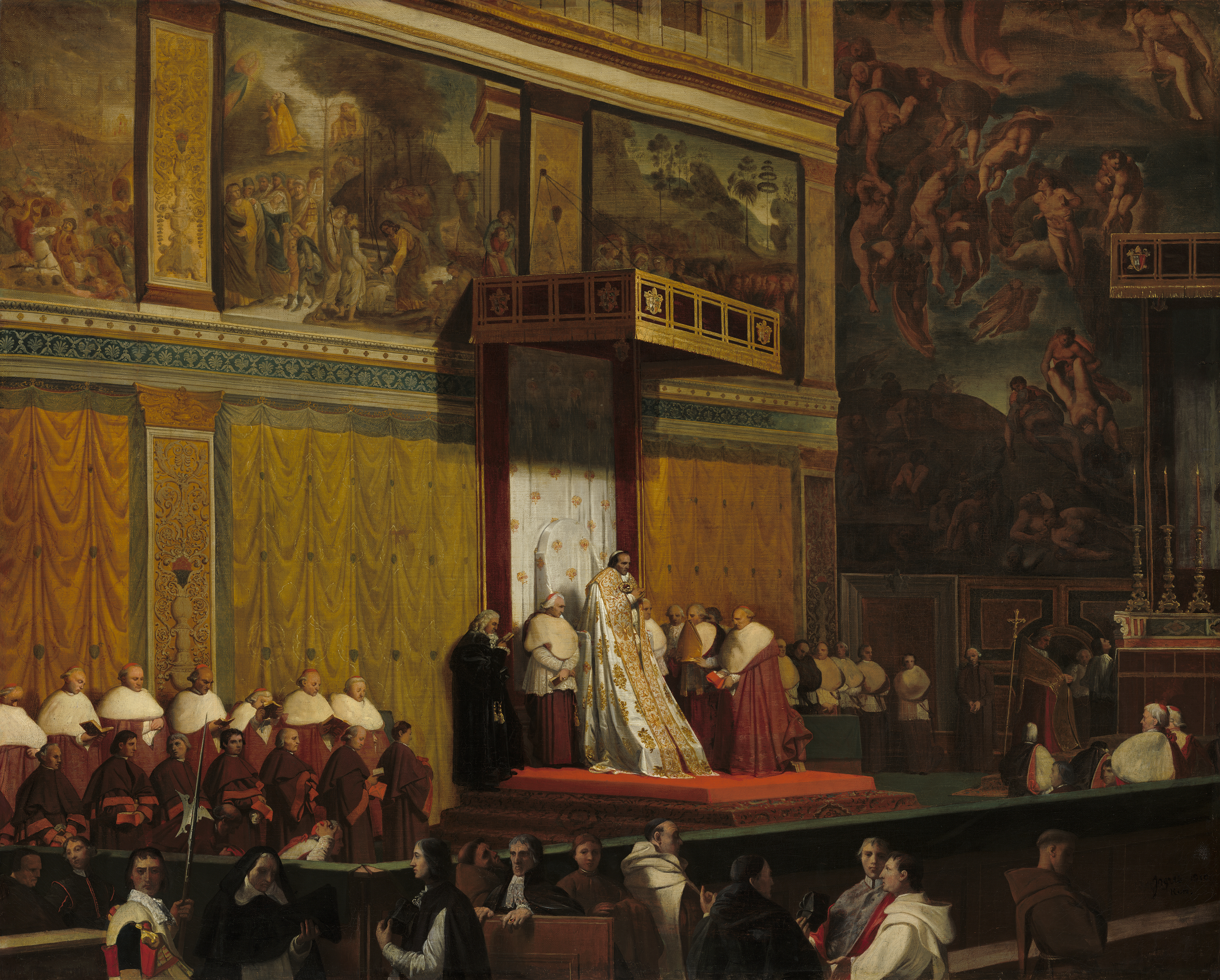
Jean-Auguste-Dominique Ingres, Interno della cappella Sistina, 1814

Il quadro mostra una scena di genere a tema religioso e raffigura il momento nel quale un domenicano predica davanti un pontefice e la sua corte nella cappella Sistina, il tutto ambientato approssimativamente nella seconda metà del sedicesimo secolo. Sullo sfondo si trova il Giudizio universale dipinto da Michelangelo Buonarroti, mentre nel lato destro della tela si notano gli altri affreschi della parete nord (il Battesimo di Cristo di Pietro Perugino e le Prove di Cristo di Sandro Botticelli).
La composizione e il tema del quadro sono molto influenzati dall'opera Interno della cappella Sistina dell'artista francese Jean-Auguste-Dominique Ingres (1814): il dipinto ingresiano ritraeva il papa Pio VII che pronunciava un discorso davanti al clero. L'opera si colloca nel periodo realista del pittore ed è stato qualificato dalla critica come uno dei migliori dipinti di composizione di Palmaroli. Secondo Rosa Pérez, il quadro deve il suo risalto alla luce, che secondo questa autrice "cade casualmente sul posto che occupa nella cappella".